# 單獨監禁

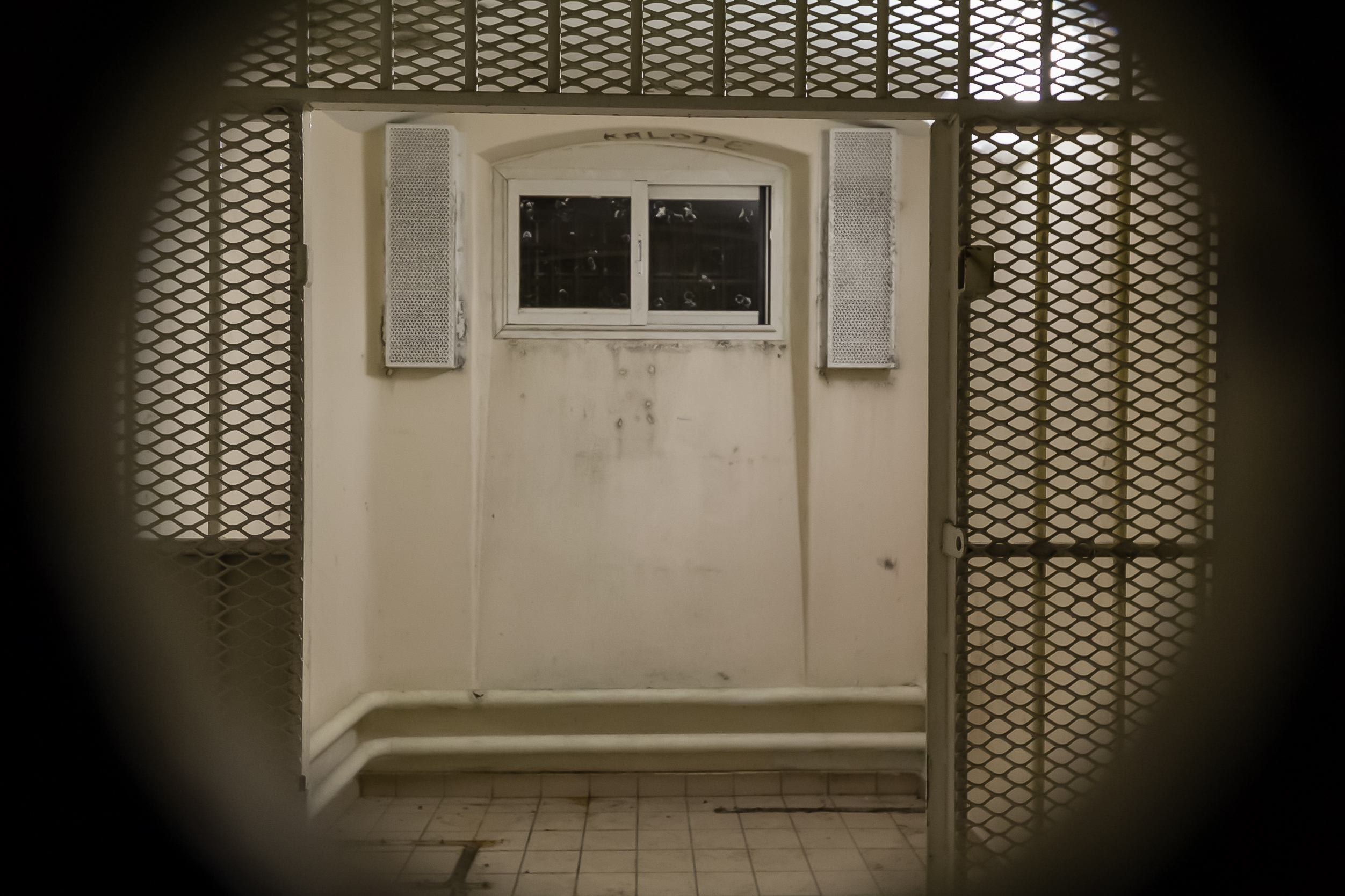
法國雷恩雅克卡地亞監獄的單獨監禁牢房

单独监禁又稱单独关押、關禁閉，是一种囚禁手段，被监禁的人住在一个单独的牢房里，因此他無法与其他人交流。
大量研究表明，单独关押对囚犯有着深刻的负面影响，往往囚犯被釋放出來後，他們還會受到影響。虽然監獄方面有人表示单独关押是维护监狱安全的必要手段，但许多心理健康和法律专业组织对这种做法表示批评，并认为应该严格限制单独关押犯人。
人权专家表示，长时间的单独关押可以被視為酷刑，联合国的《关押待遇的最低标准规则》（也称为曼德拉规则）于2015年修订，該規則提到應該禁止将人单独关押超过15天以上。